# Kamadeva
Kamadeva (en sànscrit कामदेव Kāmadeva) és el déu hindú de l'amor humà o el desig, sovint representat juntament amb la seva dona Rati. També és conegut com a Ananga (incorpori), Kandarpa ("déu d'amor"), Ratikānta (senyor de les estacions), Puśpavān, Puśpadhanva (aquell qui té l'arc de flors) o simplement Kāma (desig). Kamadeva és representat com un noi jove i atractiu, alat, que duu un arc i fletxes. El seu arc està fet de canya de sucre o mel d'abelles, i les seves fletxes estan decorades amb cinc tipus de flors. Els seus acompanyants són un cucut i un lloro, l'estació de la primavera i l'oreig.